# Albrecht Voß

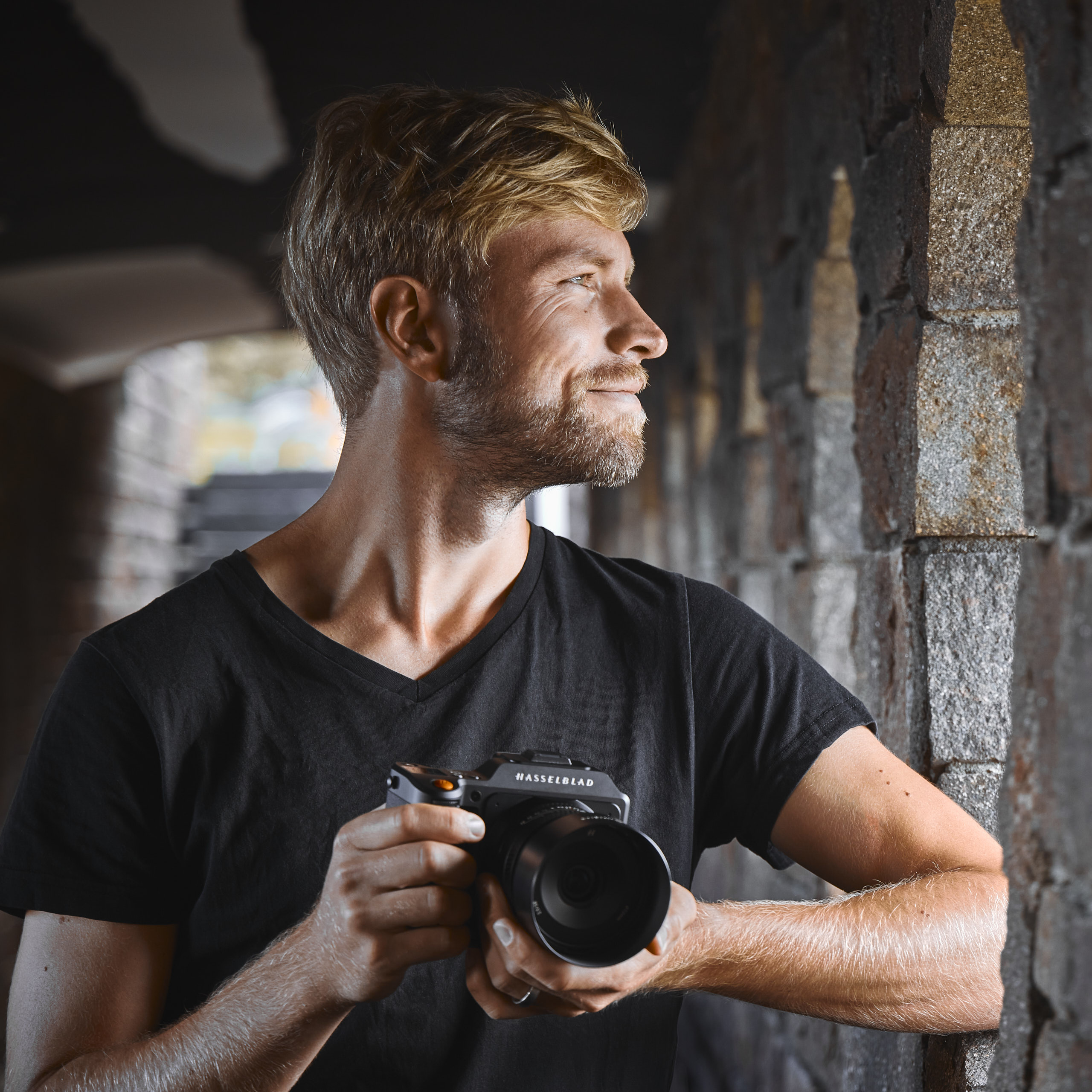
Voß bei Aufnahmen in der Kapelle Santa Maria degli Angeli

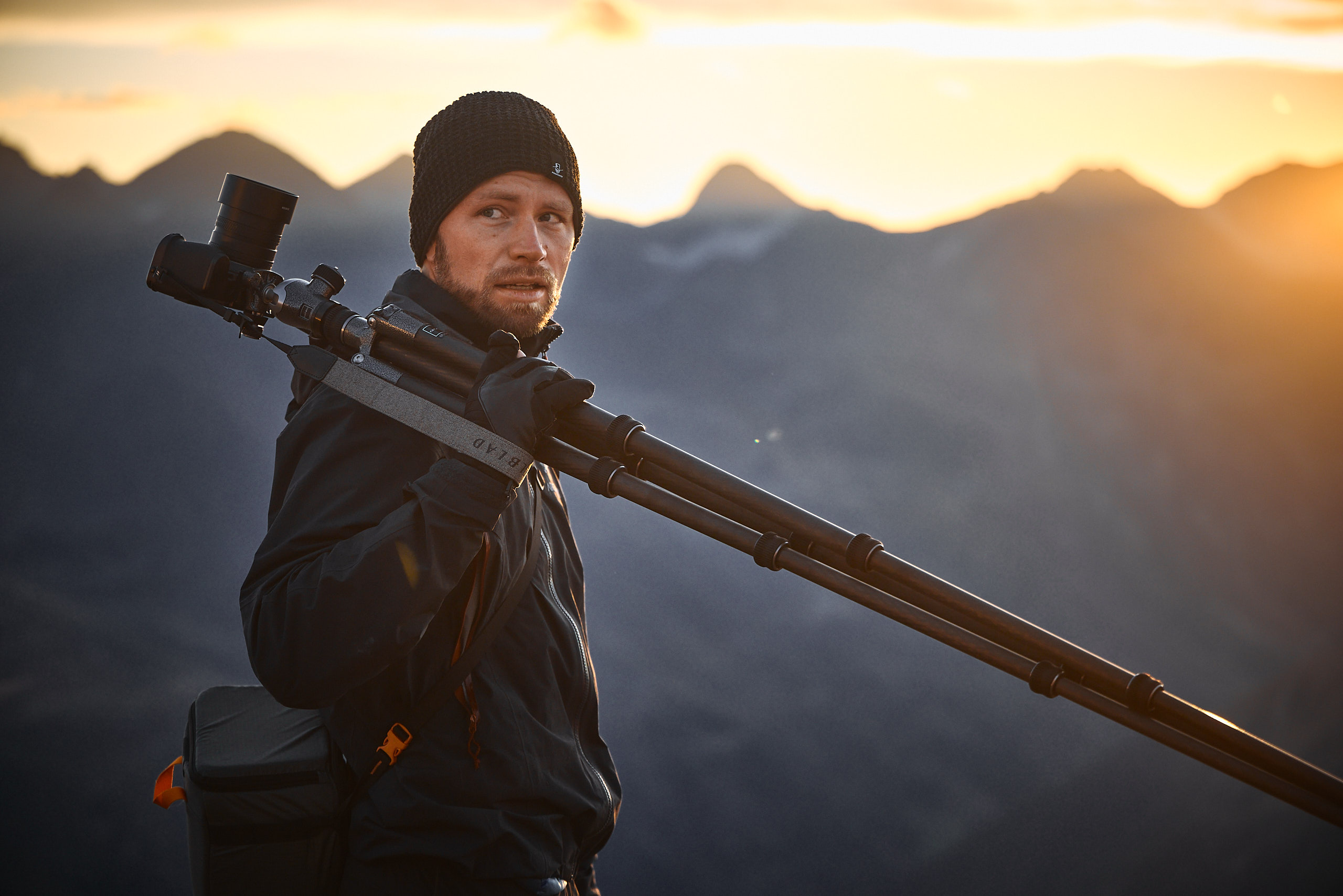
Albrecht Voß (2022)

Albrecht Voß (* 12. Juli 1990 in Leipzig) ist ein deutscher Architekturfotograf.

## Leben
Albrecht Voß wurde am 12. Juli 1990 in Leipzig als Sohn von Hella und Alexander Voß geboren. Nach dem Abitur am Leipziger Johannes-Kepler-Gymnasium studierte er 2009 ein Semester Digital Photography an der University of Birmingham. 2010 absolvierte er den Zivildienst in der Intensivstation für Chirurgie des Universitätsklinikums Leipzig. Zwischen 2010 und 2012 legte er eine Ausbildung zum Bankkaufmann bei der Deutschen Bank ab. 
Parallel dazu arbeitete Voß bereits ab 2010 als freier Fotojournalist für den Axel Springer Verlag. Nach der Ausbildung studierte er von 2012 bis 2015 an der Martin-Luther-Universität Halle-Wittenberg mit dem Abschluss als Bachelor of Arts in Wirtschaftswissenschaften und Psychologie.
Seit 2013 ist Voß selbstständig als freiberuflicher Werbefotograf. 2020 schloss er eine Ausbildung zum Drohnenpiloten ab. 2023 war er Markenbotschafter für den amerikanischen Kamerazubehörhersteller Inovativ.
Voß ist verheiratet und hat einen Sohn und eine Tochter. Er betreibt seit 2024 ein familiengeführtes Boutique Bed and Breakfast in Andalusien, das als Ausgangspunkt für Fotografie-Workshops dienen soll. 

## Arbeit
Seit 2014 konzentriert sich Albrecht Voß auf das Thema Architekturfotografie mit dem Ziel, dem Betrachter alltägliche Momente in einem besonderen Licht zu präsentieren und so aus einer normalen Szene ein Kunstwerk zu erschaffen. So dokumentiert und interpretiert er die Gebäude einer Vielzahl von Architekten und Hotels in ganz Deutschland und Europa. Auftraggeber sind Architekturbüros Deutschlands, wie Code Unique Architekten (Dresden) oder Schulz und Schulz Architekten (Leipzig). In Sachsen arbeitet er unter anderem für das Sächsische Immobilien- und Baumanagement, die Architektenkammer Sachsen und die Sächsische Aufbaubank.
Bei seinen Fotoproduktionen bedient er sich unterschiedlicher Technologien, wie Drohnenaufnahmen, Light Painting, Integration von Videos und hochauflösender Mittelformattechnik.
Ein Langzeitprojekt von Voß läuft unter dem Titel „Modern Alpine Architecture“, bei dem er moderne und nachhaltige Architektur in den Alpen dokumentiert. Diese Fotoserie war der Grundstein für zahlreiche Veröffentlichungen und Auszeichnungen, die ab 2021 folgten. Kooperationspartner waren Hasselblad, Manfrotto, Gitzo und Lowepro.

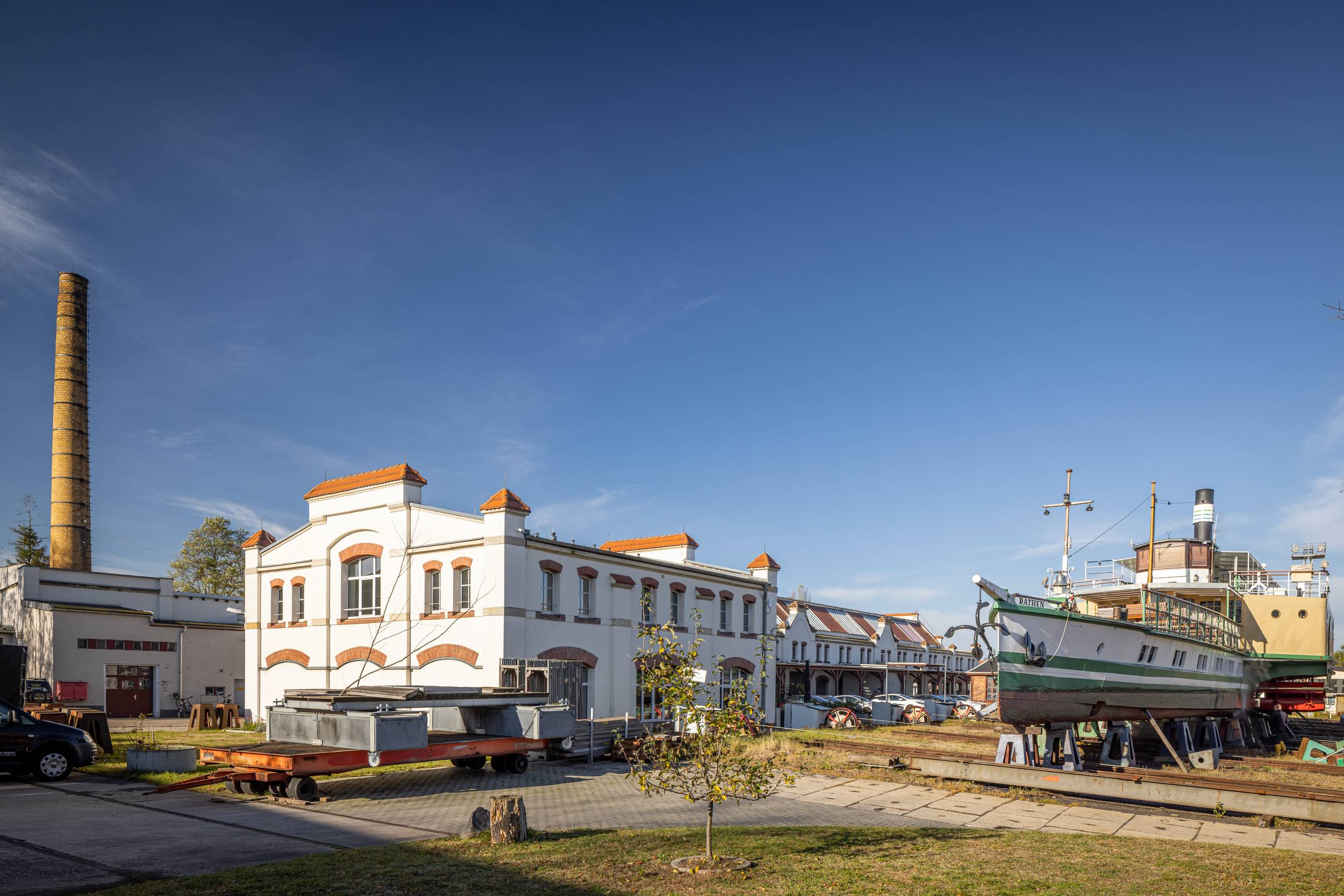
Schiffswerft Laubegast, Foto aus dem Stadtbild Dresden-Projekt

2021 gewann Voß eine deutschlandweite Ausschreibung, die Landeshauptstadt Dresden in 8.000 Bildern als Stadtbildfotograf zu dokumentieren. Dieses Projekt konnte er 2023 abschließen; 2024 kamen weitere 2.000 Aufnahmen von Ortschaften am Dresdner Stadtrand hinzu. Die Aufnahmen stehen der Wikipedia-Medien-Datenbank Wikimedia Commons zur Verfügung.

## Auszeichnungen
- 2021: 1. Platz Hasselblad Master Awards, Thema Architektur, unter 70.000 Einreichungen[2]
- 2021: Anerkennung beim Europäischen Architekturfotografiepreis
- 2021: Nominierung bei den Fineart Photography Awards
- 2021: Nominierung bei den Leica Oskar Barnack Awards
- 2021: Ehrenhafte Nennung beim APALMANAC Project of the Year Award
- 2022: Nominierung bei den Refocus Awards
- 2022: Gewinner beim Drone Talent Award, Thema Architecture[3]
- 2023: Top 10 bei den Sony World Photography Awards, Thema Architektur, unter 150.000 Einreichungen
- 2023: Anerkennung beim Europäischen Architekturfotografiepreis[4]
- 2023: Shortlisted beim Felix Schoeller Award, Theman Sustainability[5]
- 2024: Top 10 bei den Sony World Photography Awards 2024 in der Kategorie „Architektur – Professional“, unter 400.000 Einreichungen[6]
- 2024: Dritter Platz in der Kategorie Architektur bei den APA Awards 2024 der American Photographic Artists[7]
- 2024: Dritter Platz in der Kategorie Industriearchitektur beim Prix de la Photographie Paris (PX3) für die Fotoserie „Midnight Refuel“[8]

## Ausstellungen
- Bellevue – From Above. 111 Luftaufnahmen der Stadt Dresden. Seit 2020 fortlaufend im Hotel Bellevue.
- Modern Alpine Architecture. Oberstdorfer Fotogipfel 2022 (Gruppenausstellung).
- Modern Alpine Architecture. 7. November 2023 bis 9. Januar 2024 im Haus der Architekten, Dresden.
- Stadtbildfotografie. 4. Dezember 2023 bis 22. März 2024 im Stadtarchiv Dresden.

## Publikationen
Unter anderem in den Magazinen ProfiFoto, Fotomagazin, Foto Hits und Chip Foto-Video erschienen Artikel über die Fotoserien und Arbeitsweise von Albrecht Voß. Außerdem war er 2022 Autor für das weltgrößte Architekturfotografen Portal Apalmanac.com.